# Clot dels Reguers
El Clot dels Reguers és una zona salabrosa, possiblement d'origen endorreic, de 4,45 Ha de superfície. La inundació d'aquest espai és temporal, en funció dels episodis plujosos. Hi ha una zona enclotada relativament gran a la part central, una altra a l'extrem oest, i a l'extrem més oriental hi ha un altre clot menor que va ser excavat fa pocs anys per tal d'augmentar-ne la capacitat d'emmagatzemar aigua de pluja.
Es tracta d'una zona d'interès especialment botànic. Presenta tamarigar (hàbitat d'interès comunitari 92D0) i un extens canyissar. A la zona més entollada s'hi fan plantes típiques de mulladius -com joncs i càrexs- i a les parts de sòls més salabrosos apareix l'herba espergulària (Spergularia rubra), el siscall (Salsola vermiculata) i el salat (Suaeda vera), formant una densa catifa.
Pel que fa als ocells, s'hi observen amb regularitat l'ànec collverd (Anas platyrhynchos), la gallineta (Gallinula chloropus) i, a l'hivern, estols de fredelugues (Vanellus vanellus).
Vora aquesta zona hi ha un abocador de residus inerts autoritzat, que origina una considerable degradació paisatgística. D'altra banda, els moviments de terres realitzats al N i NE, vora la pista d'accés, han malmès part de la vegetació. Els usos agraris predominants a l'entorn són també un factor de risc, per possibles episodis de contaminació de les aigües, extraccions excessives d'aigües freàtiques, eutrofització, etc. Hi ha un pou, excavat i protegit amb una paret de pedra seca, a la part central.